# Джон Кори Уейли
Джон Кори Уейли (на английски: John Corey Whaley) е американски писател на произведения в жанра драма и фентъзи.

## Биография и творчество
Джон Кори Уейли е роден на януари 1984 г. в Спрингхил, Луизиана, САЩ. Още от 10-годишен започва да пише истории за извънземни и подводни цивилизации. Завършва гимназия Спрингхил през 2002 г. Следва в Техническия университет на Луизиана в Ръстън откъдето получава бакалавърска степен по английска филология и магистърска степен по педагогика в средното образование.
След дипломирането си в продължение на пет години работи като преподавател по английски език в средните училища в Спрингхил, Котън Вали, Лос Анджелис, и Шривпорт, Лос Анджелис. Заедно с работата си започва да пише книги.
Първият му роман „Where Things Come Back“ (Където нещата се връщат) е издаден през 2011 г. Романът получава наградата „Майкъл Л. Принц“ на Американската библиотечна асоциация като най-добър роман за юноши. След него той напуска работата си и се посвещава на писателската си кариера.
Джон Кори Уейли живее в Литъл Рок, Арканзас.

## Произведения

### Самостоятелни романи
- Where Things Come Back (2011)
- Noggin (2014)
- Highly Illogical Behavior (2016)
Крайно нелогично поведение, изд.: „Orange Books“, София (2017), прев. Илияна Бенова – Бени